# Chovot ha-Levavot
Chovot ha-Levavot (en hebreu: תורת חובות הלבבות) (en català: Els deures del cor), és l'obra principal del rabí i filòsof jueu, Bahya ben Joseph ibn Pakuda. El rabí va viure a Saragossa, Regne d'Aragó, durant la primera meitat del segle xi. El llibre va ser escrit l'any 1040, amb el títol "Guia dels deures del cor" (en àrab: كتاب الهداية الى فرائض القلوب). L'obra va ser traduïda a l'idioma hebreu, per Judah ben Saul ibn Tibbon, durant els anys 1161 i 1180, amb el títol Chovot ha-Levavot.